# Henry Theophilus Klonowski
Henry Theophilus Klonowski (* 8. März 1898 in Scranton, Pennsylvania, USA; † 6. Mai 1977) war Weihbischof in Scranton.

## Leben
Henry Theophilus Klonowski empfing am 8. August 1920 das Sakrament der Priesterweihe.
Am 10. Mai 1948 ernannte ihn Papst Pius XII. zum Titularbischof von Daldis und zum Weihbischof in Scranton. Der Bischof von Scranton, William Joseph Hafey, spendete ihm am 2. Juli desselben Jahres die Bischofsweihe; Mitkonsekratoren waren der Bischof von Harrisburg, George Leo Leech, und der Weihbischof in Detroit, Stephen Stanislaus Woznicki. 
Klonowski nahm an der ersten Sitzungsperiode des Zweiten Vatikanischen Konzils teil. Am 15. Mai 1973 trat Henry Theophilus Klonowski als Weihbischof in Scranton zurück.